# Girolamo da Paradisoni
Girolamo da Paradisoni (Paradisoni, 1525 – Paradisoni, 8 aprile 1577) è stato un religioso italiano dell'Ordine dei frati minori cappuccini.

## Biografia
Fra Girolamo da Paradisoni, cappuccino vissuto nel XVI secolo, mori l'8 aprile nell'anno 1577, giorno assegnato per la celebrazione eucaristica della sua festa liturgica nel momento in cui fu elevato agli onori degli altari da beato.
Si tratta di un frate appartenuto all'Ordine dei cappuccini del convento di Rombiolo.
Del frate Girolamo da Paradisoni si ricordano doti particolari di altruismo e dedizione verso la popolazione che viveva in povertà. Dalle citazioni si apprende di una figura prestigiosa e tra le più famose, proprio per la nomea della santità con cui visse la sua esistenza terrena. Viveva di essenzialità come san Francesco ed era sazio della bellezza di Dio. Con queste virtù incarnava la pazienza e l'umiltà con cui praticava la concreta carità cristiana.

## Approfondimenti
- Il Convento dei Cappuccini di Rombiolo è stato soppresso con Decreto Napoleonico del 10 gennaio 1811 (Michele Furci, Monteleone provincia del Regno di Napoli (1806-1816), Mapograf, pag. 96.
- Dalla narrazione attraverso cui è stata ricostruita la vicenda dell'antica Vibona, con il porto di Agatocle nei suoi pressi esistente già nel 289 a. C., l'ipotesi della presenza fisica o comunque il passaggio nella zona dell'apostolo Pietro nel condursi a Roma intorno al 49 d. C., dopo essere giunto proprio in quel porto di Vibona, è plausibile che sia avvenuta realmente. (Albanese Francesco, Vibo Valentia nella sua storia, Vol. I, pag. 159 e n. 5).